# Лопене-Зискі
Лопене-Зискі (пол. Łopienie-Zyski) — село в Польщі, у гміні Нові Пекути Високомазовецького повіту Підляського воєводства.
Населення — 132 особи (2011).
У 1975-1998 роках село належало до Ломжинського воєводства.

## Демографія
Демографічна структура станом на 31 березня 2011 року:
|          | Загалом | Допрацездатний вік | Працездатний вік | Постпрацездатний вік |
| -------- | ------- | ------------------ | ---------------- | -------------------- |
| Чоловіки | 67      | 17                 | 36               | 14                   |
| Жінки    | 65      | 11                 | 39               | 15                   |
| Разом    | 132     | 28                 | 75               | 29                   |